# Камал Харазі
Сейєд Камал Харазі (перс. کمال خرازی народився 1 грудня 1944 р.) — іранський політик, дипломат. Був міністром закордонних справ Ірану з 20 серпня 1997 р. по 24 серпня 2005 р.

## Раннє життя та освіта
Харазі народився в Тегерані в 1944 році. Має ступінь бакалавра з арабської мови та літератури. Здобув ступінь магістра в Тегеранському університеті, після чого в 1975—1976 році працював викладачем в університеті Г'юстоніа, де отримав ступінь кандидата наук в промисловій психології.

## Кар'єра
Харазі обіймав низку урядових, дипломатичних та академічних посад та очолював іранські делегації на численних міжнародних конференціях та дипломатичних місіях, зокрема і в Україні.
З липня 1980 р. go вересень 1989 р. він був президентом Агенції новин Ісламської Республіки. Після початку Ірано-Іракська війна18 вересня 1980 року Харазі стан членом Вищої ради оборони Ірану. З вересня 1980 по вересень 1988 очолював Штаб військової інформації та служив військовим речником.
З березня по серпень 1979 р. обіймав посаду віце-президента Іранського національного телебачення. В серпні 1979 р став віце-міністром з політичних питань Міністерства закордонних справ Ірану, де працював до березня 1980 р. В цей же час, з серпня 1979 року по липень 1981 року, він був директором Центру інтелектуального розвитку дітей та молоді.
З 1989 по 1997 рік представляв Іран в ООН.
Камал Харазі є радником Верховного Лідера Ірану Хаменеї